# Ochsenturm (Koblenz)

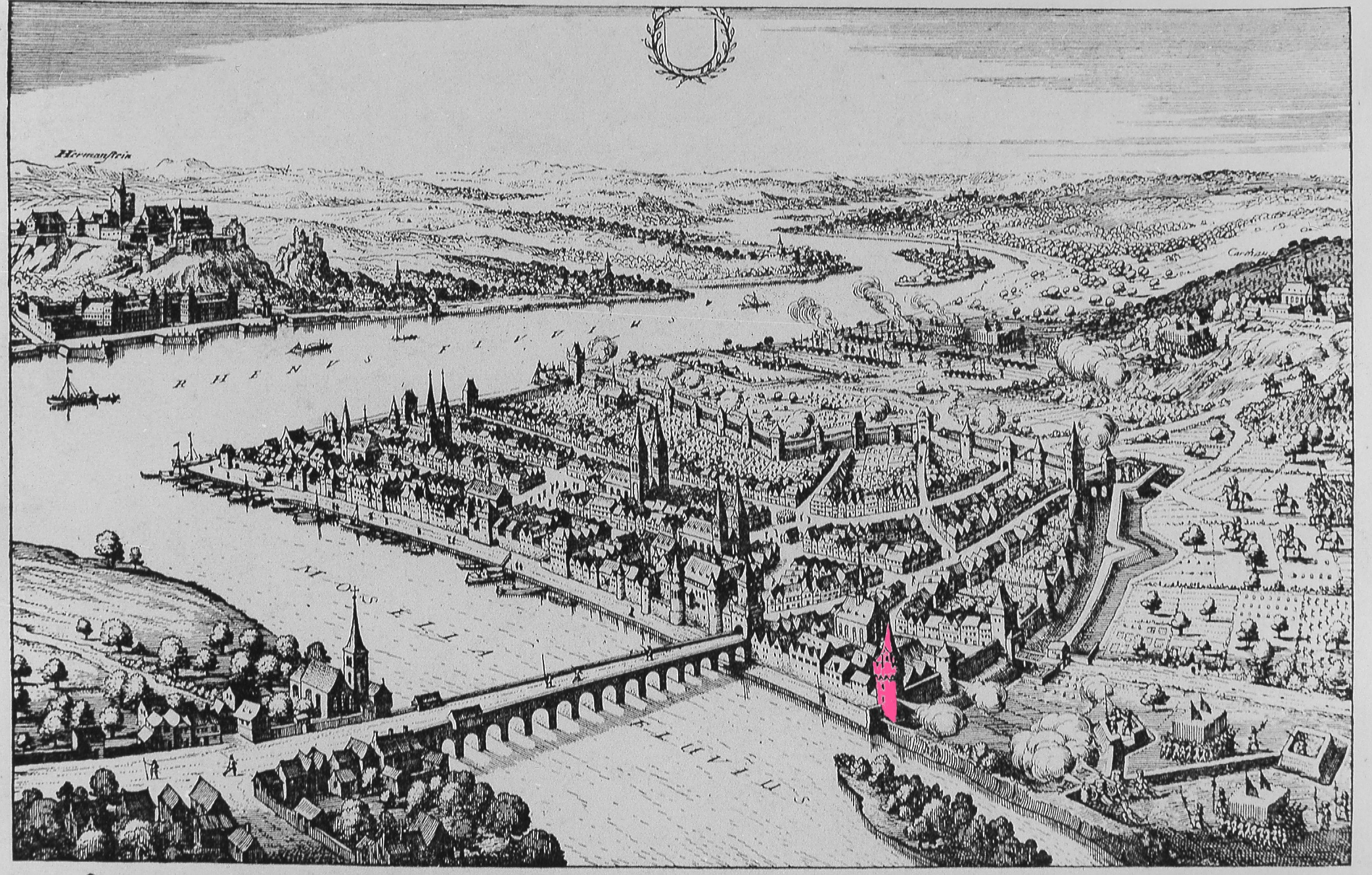
Stadtansicht Koblenz mit Ochsenturm (1632)

Der Ochsenturm war ein 1284 erstmals erwähnter Wehrturm der Koblenzer Stadtmauer, der 1794/95 von französischen Revolutionstruppen im Verlauf des Ersten Koalitionskrieges zerstört wurde.

## Geschichte
Sein Name verweist vermutlich, wie dies auch beim Ochsenturm in Oberwesel der Fall zu sein scheint, auf die Stärke eines Ochsens hin. Tatsächlich stellte der Koblenzer Wehrturm den stärksten Teil der mittelalterlichen Stadtbefestigung dar. Er befand sich in etwa an der Stelle, wo heute die Eisenbahnbrücke am Peter-Altmeier-Ufer über die Mosel führt.
Bereits im 13. Jahrhundert bestand zwischen den beiden Rheinstädten Duisburg und Koblenz eine enge Partnerschaft. Ein äußeres Zeichen dafür war die gegenseitige Unterstützung beim Aufbau der Stadtbefestigungen. Die Koblenzer Bürgerschaft ließ 1356 in Duisburg den zum Teil noch erhaltenen Koblenzer Turm errichten – siehe den  Corputius-Plan. Zuvor hatten die Duisburger um 1284 auf ihre Kosten in Koblenz den Ochsenturm erbaut.
Gemäß einer Ratsordnung aus dem Jahr 1473 stellten die Koblenzer Bürger, die kein Handwerk betrieben, die Wache auf dem Ochsenturm. 1598 teilte ein Wacheregister die Koblenzer Ratsherren zum Wachdienst auf den Türmen und den Stadttoren ein. Während des Pfälzer Erbfolgekrieges war es den Franzosen im November 1688 nicht gelungen, Koblenz einzunehmen. Besonders die Moselfront hatte heftigen Widerstand gegen die in Lützel stehenden Angreifer geleistet, wofür die Kanoniere vom Ochsenturm eine Auszeichnung erhielten. Etwa 100 Jahre später standen die Franzosen wieder vor den Toren von Koblenz.  Am 10. Oktober 1794 setzten die Verteidiger die Wallanlagen nahe dem Ochsenturm instand und bestückten den Turm selbst mit Geschützen. Die französischen Revolutionstruppen begannen am 23. Oktober von Lützel aus mit dem Artilleriebeschuss auf die Koblenzer Innenstadt. Erneut erhielten sie vor allem vom Ochsenturm aus die größte Gegenwehr. Allerdings war die Stadt diesmal insgesamt viel schlechter auf eine Belagerung vorbereitet und Koblenz kapitulierte noch am selben Tag. Bereits kurz nach der Besetzung wurde der Ochsenturm von den Franzosen bis auf die Hälfte gesprengt, der andere Teil am 12. April 1795 und letzte Reste schließlich um 1800 beseitigt.
Außer als Wehrturm wurde der Ochsenturm stets zusätzlich als Koblenzer Gefängnis genutzt.

## Baubeschreibung
Nach einem Matthäus Merian zugeschriebenen, nach 1632 angefertigten Kupferstich handelte es sich bei dem Koblenzer Ochsenturm um einen mächtigen Rundturm mit einem von einem Bogensims unterfangenen Zinnenkranz, mit einem schmalen Dacherker und einem spitzen Kegeldach. Verschiedene Stadtansichten zeigen dann etwa zwischen 1720 und 1730 einen Turm ohne Kegeldach. Unterhalb des Turms befanden sich umfangreiche Kellergewölbe.

## Die Wehrtürme als Zeichen der früheren Städtepartnerschaft
Im Frühjahr 2018 startete Petra Lötschert, Gründerin des Koblenzer Kultursalons, eine Initiative zur Wiederbelebung der einstigen Städtepartnerschaft sowie der Förderung des Kulturaustausches zwischen Duisburg und Koblenz. Sie erhielt dabei die Unterstützung der beiden Kulturdezernenten. Ein Ziel ist unter anderem, mit Hilfe der beiden Stadtarchive mehr über die Geschichte des Koblenzer Turms in Duisburg und des Ochsenturms in Koblenz in Erfahrung zu bringen.
Koordinaten: 50° 21′ 44,6″ N, 7° 35′ 25,6″ O